# Super Audio CD
Super Audio CD（SACD）是由Sony及飛利浦兩家公司所訂定的音源儲存媒體，於1999年創立。

## 簡介
SACD是Sony與Philips合力研發的音樂碟片規格，是繼CD的發明之後，成功超越CD錄音品質的新產品。SACD 播放器可以支持播放 SACD 和 CD。SACD 与 DVD 或蓝光格式不兼容。
音樂CD（CDDA）採取44.1KHz的取樣頻率16bits的解析度，理論上紀錄頻率已經超過人耳極限、噪音也低於器材底噪，但其音質總是被人詬病。原因包括錄音及播放時的數位類比轉換會有誤差，而數位後製也造成了誤差，甚至錄音及後製時的取樣頻率並非44.1KHz的整數倍頻率、這樣頻率的轉換也會造成誤差（這種誤差最明顯），由於CD的紀錄格式只是稍微超過人耳極限，因此這些誤差加總就會讓人耳察覺。另外一個理論是這樣的解析度，仍會在高頻聲音上有較大的相位誤差、而人耳對相位誤差蠻敏感的。
SACD的取樣頻率高達2822.4kHz，是一般CD 44.1KHz取樣的64倍，且SACD頻率範圍更是高達100KHz以上；有人認為SACD改善了原來音樂CD音質給人冷硬的刻板印象，而以更細膩、更多細節、更柔軟的聲音呈現。SACD的錄音方式是用Direct Stream Digital（DSD，即直流數位技術）方式錄音，摒除傳統的PCM錄音方式，將所有訊號以每秒280萬次直接把類比音樂訊號波形轉變為數位訊號，也就是所謂的『直接位元流數位』，因此取樣波形非常接近原來的類比波形；而且在中低頻擁有較高的動態，高頻的相位誤差極低，噪音則出現在遠高於人耳極限的極高頻（這代表低通濾波器的截止頻率遠高於人耳極限，可以大幅減少低通濾波器對人耳極限內訊號的影響）。另外，SACD省去位元轉換程序，降低了數位濾波而可能產生的失真與雜訊。還有一個特點就是SACD也可以容納多聲道以及影像，由於SACD自身的定位以及1bit量化DSD直接資料流程在技術方面的簡潔和優勢（多數DAC是處理DSD數位訊號及類比訊號的互相轉換，如果要輸出或輸入PCM格式，則必須加上DSD及PCM訊號的轉換機制，這個機制需要相當的計算能力，更直接的轉換是D類擴大機、直接把DSD訊號轉換成足以推動喇叭的類比訊號），大多數的資深音響發燒友經過親耳聆聽後，主觀感覺都認為SACD在音質上勝過音樂CD。
對於產業界的優點是，SACD在制訂時就擺明禁止電腦播放，這是防止盜版的最佳方法；但這也是缺點，因為讓電腦支援就等於提供平價又省空間的播放器（更何況當時連筆電也是大多內建光碟機）。而後來SONY PS3在推出時支援SACD、然後馬上就被破解；這也代表了器材的普及跟盜版防範很難共存。
SACD的缺點在於DSD格式不能被軟體處理，也就是說不能數位後製；目前最佳的數位處理方法是採用352.8kHz/24bits的PCM格式錄音及後製，然後轉換成DSD格式（若錄音及後製時的取樣頻率不夠高、例如僅用CD格式，然後再由軟體升頻，音質不會比CD好）。另外一個方法是採取類比錄音及後製，然後再把類比母帶轉換成DSD格式，也可以將過去經典的類比母帶或密紋唱片直接轉換成的SACD。
SACD的競爭者DVD-Audio則是採用比音樂CD更高解析度的PCM訊號，也可以避免動態不足及相位誤差的問題，而更大的好處是DVD-Audio可以採用與數位母帶相同的取樣頻率，避免頻率轉換造成的誤差；而藍光光碟也跟DVD-Audio一樣，支援採用高解析度非失真壓縮的PCM訊號。
無論SACD及DVD-Audio最終都沒有成功；SACD與DVD-Audio剛推出就互相競爭而造成廠商觀望、再來則出現網路音樂的競爭、而且雙方都缺乏平價播放器、高解析度的數位後製系統也不夠普及，最終造成雙方都沒有經濟效應，而只能固守少量高價的市場，甚有些發燒友認為音質還不如CD。
目前硬體廠商已經讓電腦及中高階音樂播放器支援SACD的DSD格式及DVD-Audio的高解析度非失真壓縮PCM格式，但問題在於有些採取升頻的地雷音樂販售，而且許多廠商也不敢販售高解析度網路音樂。

## 結構
SACD 光盘使用与 CD 相同的尺寸：12 厘米直径和 1.2 毫米厚度。激光波长为 650 nm，lens NA 为 0.60，最小凹坑/凸台长度为 0.40 μm，轨道间距为 0.74 μm。 （相关的关于 CD 的数据是 780 nm、0.45、0.83 μm 和 1.6 μm。）软件提供商可以从 SACD 格式中指定的三种光盘类型中进行选择：单层、双层和混合光盘结构。
单层光盘包含一层高密度 DSD 内容（4.7 GB）；对于双声道立体声，这可提供大约 110 分钟的播放时间。
双层光盘包含两层高密度内容（共 8.5 GB）。

混合光盘是一种双层光盘，包含一层高密度 DSD 内容（4.7 GB）和一层兼容红皮书标准的立体声内容（680 MB）。半反射高密度层必须在 SACD 的 650 nm 波长下具有反射性（可读性），而在传统 CD 播放器使用的 780 nm 波长下是透明的；换句话说，它充当滤色器。高密度层距读出表面 0.6 mm，CD 层距表面 1.2 mm。 SACD 播放器可以读取这两个层，而 CD 播放器可以读取 CD 层。

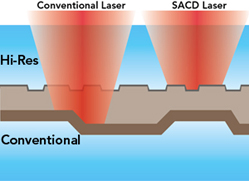
混合式SACD結構圖

## 參看
- 光碟
- DVD-Audio
- Hi-Res Audio

1. ↑  Ken C. Pohlmann, Pohlmann, Ken C.,. . . : 237. ISBN 0-07-166347-9. OCLC 1316042715.